# Blok (pismo)
Blok – Czasopismo Awangardy Artystycznej – czasopismo artystyczne wydawane przez grupę artystyczną „Blok”, redagowane przez Henryka Stażewskiego, Teresę Żarnowerównę, Mieczysława Szczukę i Edmunda Millera.
W czasopiśmie poza zagadnieniami dotyczącymi plastyki, teorii sztuki, omawiano najwybitniejsze osiągnięcia współczesnej muzyki, literatury i teatru.
Pierwszy numer ukazał się w 1924 i składał się z zaledwie czterech stron zapełnionych głównie reprodukcjami. Zamieszczone teksty były bardzo zwięzłe i miały charakter manifestu. Nie były podpisane, co sprawiało wrażenie, że są to poglądy całego środowiska związanego z pismem. W tym roku ukazało się jeszcze osiem numerów pisma (w tym trzy podwójne). W kolejnych wydaniach coraz bardziej stają się widoczne konflikty między artystami, zwłaszcza pomiędzy Mieczysławem Szczuką i Władysławem Strzemińskim. Po trzech pierwszych numerach z komitetu redakcyjnego ustąpił Henryk Stażewski i Edmund Miller.
10 kwietnia 1925 ukazał się dziesiąty numer pisma, który w całości nawiązywał do Międzynarodowej Wystawy Sztuki Dekoracyjnej w Paryżu. Artykuł „Czy sztuka dekoracyjna?” prezentował poglądy całego środowiska awangardy konstruktywistycznej. Krytykowano już tytuł wystawy paryskiej. Negatywnie również oceniono polski udział w wystawie, oparty na folklorze.
1 marca 1926 ukazał się jedenasty, ostatni numer „Bloku”. Był w całości poświęcony architekturze. Wydany został w związku z I Międzynarodową wystawą Architektury Nowoczesnej, która odbyła się w Warszawie. Zawierał dużą liczbę reprodukcji i krótkie teksty napisane przez uczestników wystawy.